# 船山区
船山区是中国四川省遂宁市所辖的一个市辖区。总面积618平方公里，2002年人口67万人。

## 行政区划
船山区下辖14个街道办事处、9个镇、1个乡：
南津路街道、凯旋路街道、镇江寺街道、育才路街道、介福路街道、嘉禾街道、广德街道、富源路街道、灵泉街道、慈音街道、九莲街道、南强街道、西宁街道、杨渡街道、龙凤镇、仁里镇、永兴镇、河沙镇、新桥镇、桂花镇、老池镇、保升镇、北固镇和唐家乡。

## 人口
根据第七次全国人口普查结果，2020年11月1日零时，全区常住人口为832863人。

## 特产
船山豆腐皮：中国地理标志产品。